# Trans-Siberian Orchestra
I Trans-Siberian Orchestra sono un'orchestra rock fondata da Paul O'Neill, Robert Kinkel e Jon Oliva nel 1996.
Il loro stile musicale fonde il rock sinfonico al metal e alla musica classica.
Sono molto conosciuti per aver riarrangiato diverse canzoni natalizie e per la pubblicazione di album prevalentemente incentrati sul tema del Natale, oltre che per aver realizzato diverse opere rock.

## Storia del gruppo
Il progetto prende vita nel 1996 a New York City. Il nome del gruppo trae ispirazione dalla Ferrovia Transiberiana in Russia, che come la musica connette molte culture altrimenti isolate.
Paul O'Neill aveva prodotto durante gli anni '80 diversi dischi di band come Aerosmith, Badlands, Metal Church e Savatage. È proprio nell'ambito della collaborazione con questi ultimi che conosce il cantante-tastierista Jon Oliva e l'ingegnere del suono Robert Kinkel, assieme ai quali verranno gettate le basi della Trans-Siberian Orchestra. Saranno innumerevoli, inoltre, i musicisti della “famiglia Savatage” che collaboreranno sia in studio che dal vivo alla causa del progetto.
Nella registrazione in studio, inoltre, sono presenti un'orchestra ed un coro, arricchiti dalla partecipazione di diversi artisti della scena metal e rock.
Il loro album di debutto fu Christmas Eve and Other Stories (1996). Anche il loro secondo album The Christmas Attic, del 1998, proseguì le medesime tematiche, ma nel 2000 fu pubblicato il loro primo disco non incentrato sul Natale: Beethoven's Last Night, un concept album sull'ultima notte del compositore Ludwig van Beethoven. Nel 2004 fu poi pubblicato il terzo disco a tema natalizio: The Lost Christmas Eve. Inoltre nello stesso anno viene pubblicato il cofanetto Christmas Trilogy, contenente tutti e tre gli album natalizi e il DVD di The Ghosts of Christmas Eve, realizzato per la TV nel 1999.
Nello stesso 2004 partì un tour che includeva 14 cantanti, altrettanti musicisti e 2 narratori. Durante i loro show venivano utilizzati fuochi d'artificio, laser e luci, in sincronia con la performance. Gli spettacoli, divisi in due metà, erano composti da Christmas Eve and Other Stories nella prima parte e, nella seconda, da diversi pezzi tratti da The Christmas Attic, Beethoven's Last Night, The Lost Christmas Eve ed una serie di cover (es. Layla), terminando con Christmas Eve/Sarajevo 12/24 dei Savatage.
Il successivo Night Castle, del 2009, è un'opera rock a tema fantasy. Contiene la cantata “O Fortuna” dai Carmina Burana di Carl Orff (già eseguita dal vivo nei precedenti tour) e diverse rivisitazioni di canzoni dei Savatage.
Nel 2013, a seguito di un EP (Dreams of Fireflies (On a Christmas Night)) realizzato per il Natale precedente, vengono annunciati due progetti a sfondo teatrale: Romanov (musical originariamente scritto da Paul O'Neill e Jon Oliva negli anni 90) e Gutter Ballet (che includerà la rivisitazione di canzoni dei Savatage tratte da album quali l'omonimo Gutter Ballet e Streets: A Rock Opera). Intanto, a fine anno esce sul mercato la raccolta Tales of Winter: Selections from the TSO Rock Operas.
Nel 2015 venne pubblicato Letters from the Labyrinth, non un'opera rock ma nemmeno un album sul Natale. Mentre nel 2016 esce un disco contenente le musiche di The Ghosts of Christmas Eve.
Nell'aprile del 2017 arriva la notizia della morte di Paul O'Neill, il principale ideatore del progetto. Pochi mesi dopo è stato annunciato che il progetto proseguirà, comunque, la sua attività sul palco.

## Formazione

### Attuale
- Chloe Lowery - voce (2010–presente)
- Georgia Napolitano - voce (2010–presente)
- Natalya Rose Piette - voce (2010–presente)
- Erika Jerry - voce (2008-presente)
- Robert Kinkel - tastiera  (1996–presente)
- Jon Oliva - tastiera (1996-presente)
- Chris Caffery - chitarra (2003-presente)
- Joel Hoekstra - chitarra (2010–presente)
- Al Pitrelli - chitarra (2001–presente)
- Asha Mevlana - violino (2011–presente)
- Johnny Lee Middleton - basso (2001-presente)
- Jeff Plate - batteria (2005–presente)

### Membri precedenti
- Gabriela Gunčíková - voce (2014-2015)
- Jennifer Cella - voce (2001–2007)
- Katrina Chester - voce (1999, 2001)
- Dina Fanai - voce (2002, 2003)
- Jill Gioia - voce (2003–2005)
- Alexa Goddard - voce (2007–2008)
- Kristin Lewis Gorman - voce (2001–2010)
- Heather Gunn - voce (2005–2009)
- Autumn Guzzardi - voce (2010-2012)
- Danielle Landherr - voce (2003–2010)
- Kay Story - voce (2000-2004)
- Becca Tobin - voce (2010-2014)
- Alex Skolnick - chitarra (2000–2002, 2004–2010)
- Carmine Giglio - tastiera (2002–2005)
- Mee Eun Kim - tastiera (2000–2002, 2004–2007, 2011–2012, 2014)
- Ronny Munroe - voce (2004–2008)
- Paul Morris - tastiera  (2000-2004)
- Chris Altenhoff - basso (2007–2009)
- David Zelidowsky - basso (2000–2006, 2010–2017)
- Anna Phoebe - violino (2004–2009)
- Val Vigoda - violino (2000, 2001)
- Mark Wood - violino (1999–2017)

## Discografia

### Album in studio
- 1996 - Christmas Eve and Other Stories
- 1998 - The Christmas Attic
- 2000 - Beethoven's Last Night
- 2004 - The Lost Christmas Eve
- 2009 - Night Castle
- 2015 - Letters from the Labyrinth

#### EP
- 2012 - Dreams of Fireflies (On a Christmas Night)

#### Colonne sonore
- 2016 - The Ghosts of Christmas Eve

### Raccolte
- 2013 - Tales of Winter: Selections from the TSO Rock Operas

### Box set
- 2004 - Christmas Trilogy – contiene 3 CD (Christmas Eve and Other Stories + The Christmas Attic + The Lost Christmas Eve) e 1 DVD (The Ghosts of Christmas Eve)

### Apparizioni
- 2001 - MTV: TRL Christmas

## Videografia

### Video
- 2001 - The Ghosts of Christmas Eve